# خالد حمية
خالد حمية (مواليد 7 يونيو 1981 في لبنان) لاعب كرة قدم لبناني دولي يجيد اللعب في خط الدفاع . يلعب حاليا لصالح نادي النجمة اللبناني منذ سنة 1997 .

## روابط خارجية
- خالد حمية على موقع ناشيونال فوتبول تيمز (الإنجليزية)